# داف هولبرووك
داف هولبرووك (بالإنجليزية: Duff Holbrook)‏ هو أحيائي ومخترِع أمريكي، ولد في 30 يونيو 1923، وتوفي في 17 يوليو 2015.